# Afro

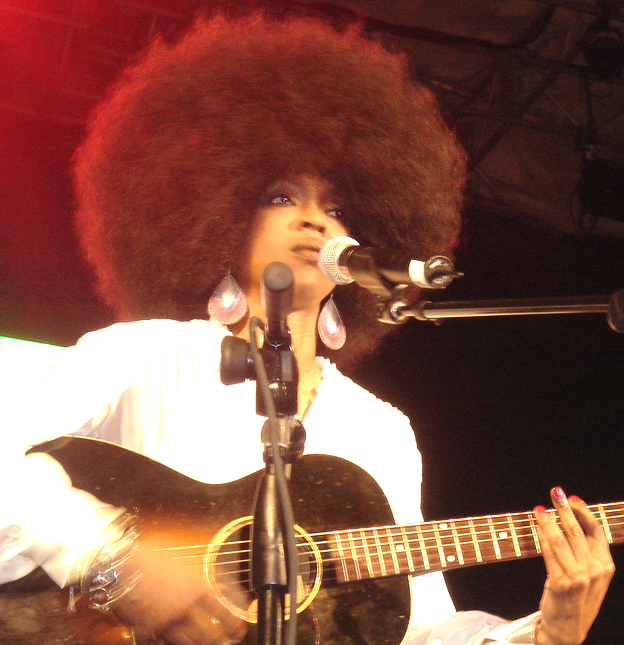
Lauryn Hill con un peinado Afro.

Afro es un tipo de peinado producido naturalmente por la textura de cabello afro que se caracteriza por formar una masa abultada de cabello que se mantiene sobre la parte superior del cráneo en una forma redonda. El afro es un atributo clave de la cultura afroamericana de los años 1970.
El afro es frecuentemente identificado como una forma natural de portar el cabello de las personas de ascendencia africana; a pesar de su naturalidad en personas afrodescendientes, puede también ser portado por personas con textura capilar ondulada o textura capilar lacia mediante la aplicación de distintas soluciones y tratamientos capilares que abultan el cabello. El peinado en su forma natural es obtenido a través del peinado regular de la sección capilar proximal al cuero cabelludo en una forma arrastrante que lo empuje hacia la punta capilar, es decir, se peina el cabello desde su base a las puntas en forma ascendente, normalmente utilizando un peine especial conocido como afro pick.

## Etimología
La palabra afro deriva del término inglés afro-american (traducido al español como afroamericano). El término afro hace referencia al primer prefijo de la palabra que refiere al origen africano, marcado el término para referirse a la raza o conjunto de razas que poseen la textura de la cual es característica. El pelo rizado y ondulado es propio de climas cálidos como los existentes en África y Afro Asia, debido a que permiten la protección de la cabeza ante la presencia de temperaturas altas.
El término surge en los últimos años de la década de 1950 debido al surgimiento de los movimientos del nacionalismo negro. En los orígenes del movimiento, los afroamericanos abandonan la forma tradicional de portar el cabello (que se asemejaba a los peinados propios de la textura ondulada o lacia de las personas blancas, conseguida mediante plancha y químicos o pelucas) y deciden portar una forma más natural y propia de su textura capilar, la cual resultaba contrastante con los peinados de otras razas.

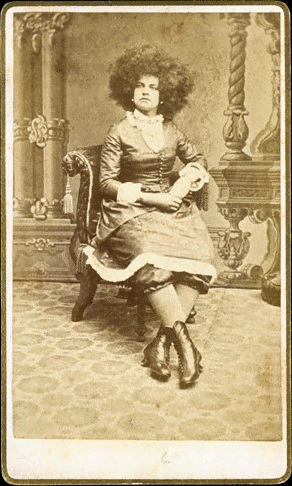
Mujer expuesta en Estados Unidos como una supuesta Belleza circasiana (c. 1870). En realidad, eran jóvenes irlandesas neoyorquinas.

## Historia
En la época esclavista estadounidense del siglo XIX existía una gran cantidad de población de ascendencia africana esclavizada en el sur de los Estados Unidos, e incluso las personas libertas o nacidas libres se ubicaban en su mayoría en los estratos socioeconómicos bajos. Debido a esta dominación, la identidad del afrodescendiente era inexistente y se veía obligado a esconder su naturaleza al portar peinados propios de otras texturas de cabello o simplemente, portando el cabello muy corto los varones y peinados como el moño las mujeres que ocultaban el volumen natural de la textura capilar afroide. Ante este escenario de bajo contraste con la cultura de las personas blancas, los afroamericanos practicaban distintas técnicas de tratamiento capilar como el trenzado ajustado, el rapado y el alaciado capilar (el cual se lograba con la aplicación de planchas para el cabello y aplicación de soluciones corrosivas, hasta la invención del hot comb de Madam C.J. Walker), lo que contribuyó a la popularidad de estas técnicas.
La historia del afro en la Edad Contemporánea incluye en la segunda mitad del siglo XIX un grupo llamado Bellezas Circasianas (Circassian Beauties). Las Bellezas circasianas fue una exposición de freak show, presentada por el empresario de circo y vodevil Phineas Taylor Barnum en el año 1865, que mostraba el exotismo de un grupo de mujeres supuestamente originarias del Cáucaso, admiradas por su belleza y sus exóticos peinados afro que eran superiores al volumen de su cabeza. Esta exposición gozó de gran popularidad por ser un formato de zoológico humano dedicado a supuestamente mostrar mujeres "valiosas", deseadas como esclavas o concubinas por los hombres acomodados del Imperio Otomano. El aparente exotismo de la exposición se vio alimentado por la situación de esclavitud de unas mujeres de piel blanca que portaban peinados con la textura propia de las personas afrodescendientes.

### SigloXX

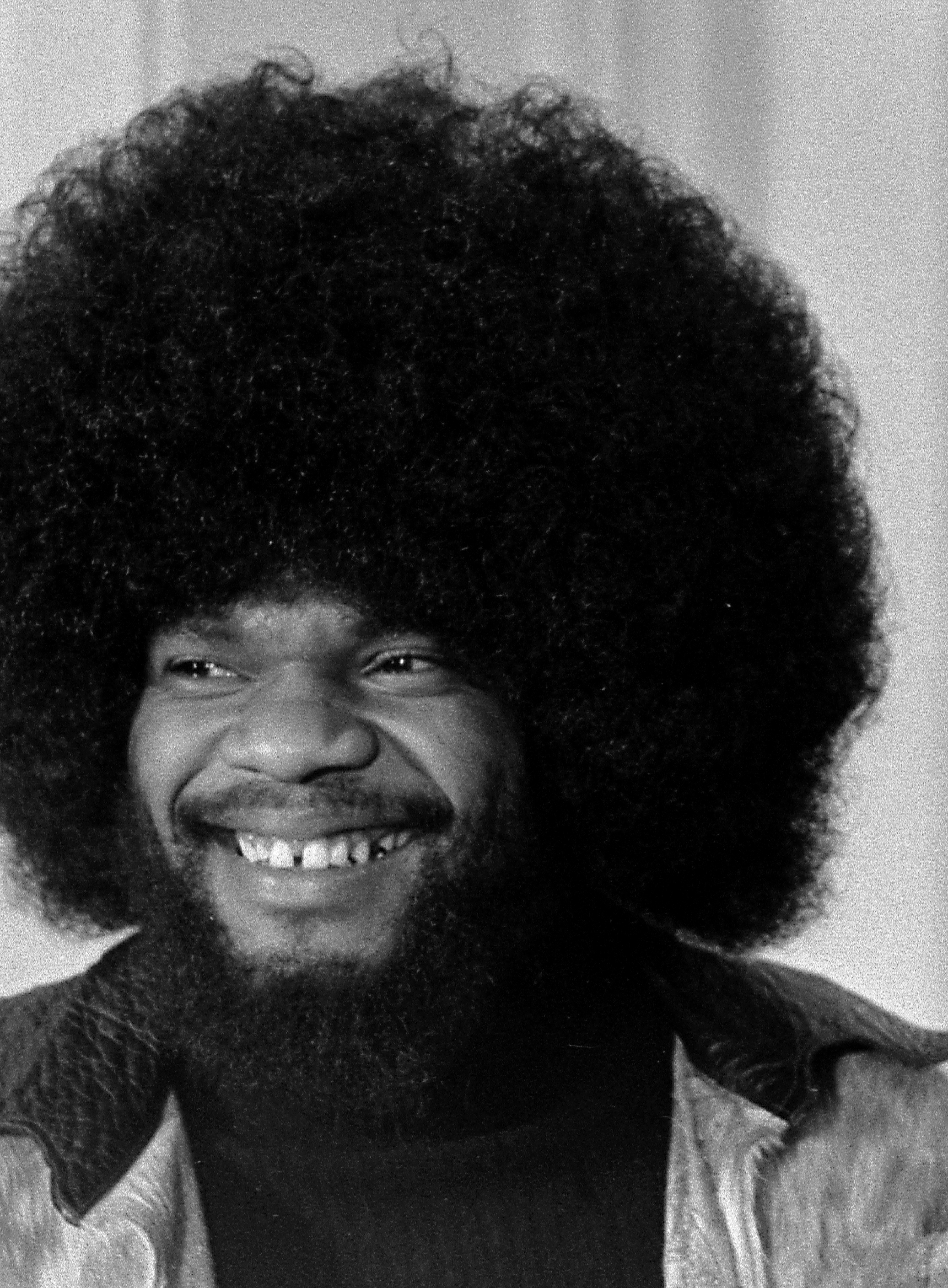
Billy Preston en 1974.

En los primeros años 1960 aparece un movimiento político denominado Black Pride (traducido al español como Orgullo Negro) como parte de la filosofía del nacionalismo negro para el Movimiento por los derechos civiles en Estados Unidos. Dicho movimiento fue el responsable del surgimiento de una identidad afrodescendiente que apreciaba la belleza africana, como lo plasma el movimiento filosófico Black is Beautiful de la segunda mitad de la década de 1960. El movimiento Black is Beautiful pretendía conformar la identidad afrodescendiente a través de la apreciación de las características naturales de la raza afroide como el color de piel, los rasgos faciales y la textura de cabello. La filosofía del movimiento contribuyó al abandono de técnicas estéticas como el alaciado capilar y el aclaramiento de la piel entre la población afrodescendiente en respuesta al reciente resurgimiento de la identidad negra que pretendía contrastar con las nociones tradicionales del afrodescendiente y la cultura de la población blanca.
El afro surge con popularidad entre la población afrodescendiente en los años 1960 como una expresión política y estética de la población para marcar una clase de orgullo hacia sus raíces africanas. En ese mismo sentido de orgullo racial, el peinado afro se vuelve popular entre la población afrodescendiente y en ocasiones como un símbolo de identidad del Black Power político como era utilizado por los miembros del Black Panther Party entre 1966 y 1970.
En los años 1970 el peinado experimenta su mayor popularidad, la cual fue obtenida por su aceptación entre la raza afrodescendiente y también en las razas blancas, además de su uniformidad para ambos géneros. En la década de los 70 el peinado era utilizado por distintas personalidades en varios ámbitos como la activista política Angela Davis, el músico Jimi Hendrix y personalidades musicales del R&B, el blues y el bubblegum pop como los miembros de The Jackson 5 y The Supremes. La popularidad del peinado en la década de los 70 se vio altamente influenciada por su exhibición en la era disco, el surgimiento de la música funk y la cinematografía explotativa del blaxploitation. A pesar de compartir ideologías similares, la población afrocaribeña no contribuyó a la popularidad del peinado afro debido a que se identificaba con el peinado de rastas, un símbolo político-racial del Movimiento rastafari de la década de los 70.
La popularidad del peinado afro se redujo en los años 1980 debido a la creciente popularidad de otros peinados entre la población afrodescendiente como el rapado, la trenza africana cosida, el peinado hi-top fade y el peinado jheri curl. 
Sin embargo, el afro resurgió con gran popularidad a finales de la década de los años 1990 y los años 2000 con la llegada de la nueva onda hip-hop, luciéndolo personalidades como Lenny Kravitz, Cindy Blackman, Lauryn Hill y Wiz Khalifa.

## Variantes

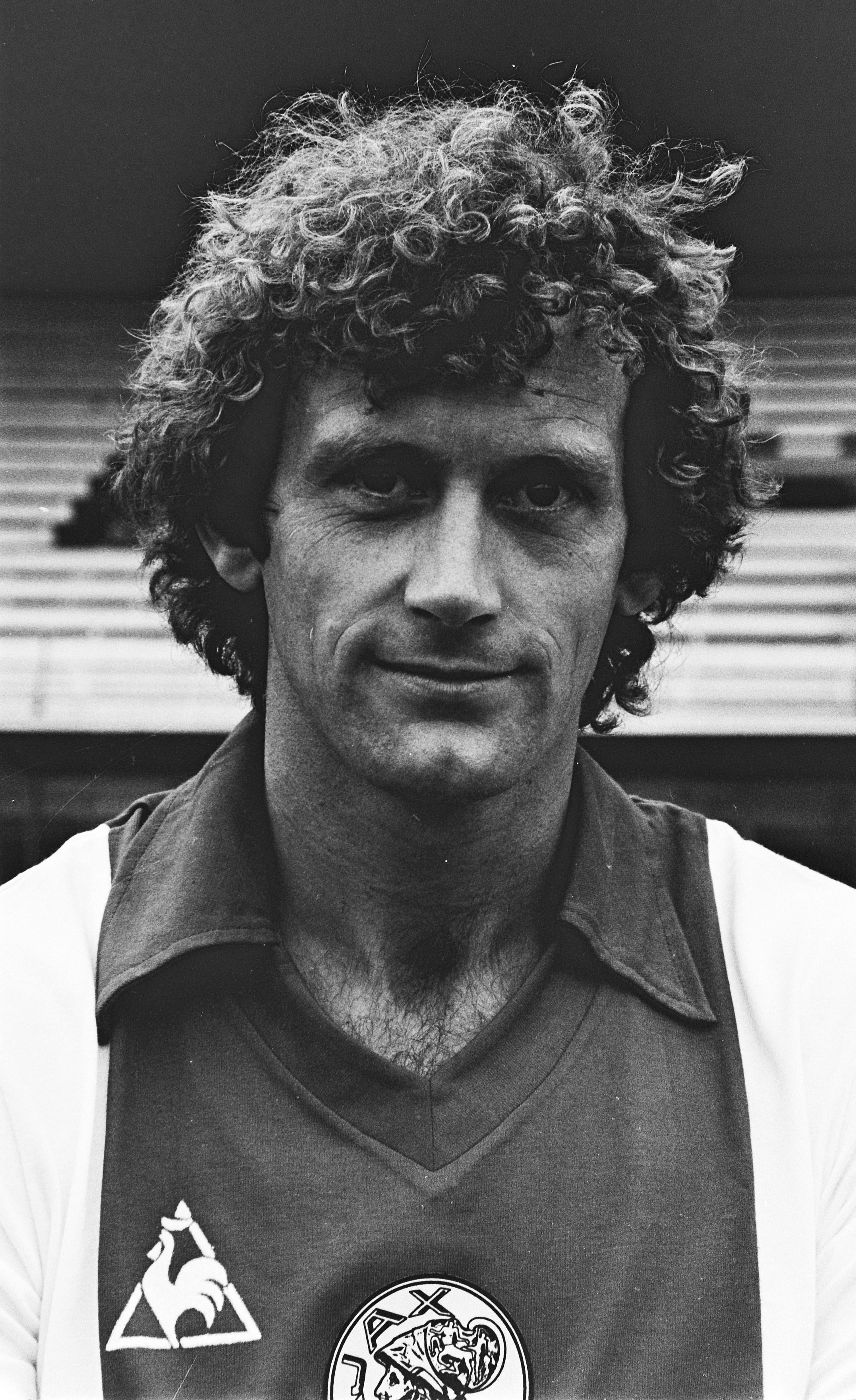
Piet Hamberg con jewfro en 1980.

### Jewfro
Jewfro (contracción de jew, que significa judío y afro) es una variante del afro característica de la textura de cabello rizada u ondulada de las razas descendientes de los pueblos judíos y otras culturas del Oriente Medio, como los individuos de la cultura Ashkenazi. El jewfro, a diferencia del afro, es naturalmente  de texturas rizadas y onduladas de volumen menor a la textura capilar de las razas negras, por lo que suele ser más definido; el jewfro, al igual que el afro, forma una masa de cabello abultada sobre la cabeza, la cual suele manifestar una forma redonda.
El jewfro toma gran popularidad en los años 1960 con el surgimiento del Black is Beautiful y el movimiento hippie. De la misma manera que en la conformación de la identidad afrodescendiente, las culturas de ascendencia judía que habitaban en Estados Unidos deciden adoptar peinados de mayor volumen que reflejen la naturalidad de su textura capilar y su herencia cultural. La popularidad de este peinado en la década de los 60 fue fuertemente alimentada por la popularidad de celebridades como Bob Dylan y Art Garfunkel. Entre la década de los 80 y 90, el peinado continúa como un tipo de peinado popular, observado en celebridades como Richard Simmons y Bob Ross. A partir de los años 2000 el jewfro resurge como una expresión de la moda hacia tendencias retro, el resurgimiento del pelo largo y un efímero revival del mop-top.

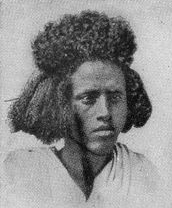
Hadendoa africano (c. 1900).

### Fuzzy wuzzy
Fuzzy wuzzy fue un término creado por las tropas coloniales inglesas durante la Guerra Mahdista en los últimos años del siglo XIX para referirse a los habitantes del Pueblo Beja en el norte de África, debido a los complejos peinados que solían portar los habitantes Hadendoa. Los peinados eran variantes del afro moldeados con mantequilla que se aplicaba en los dedos y que recorría el cabello de forma ascendente desde su nacimiento para crear un afecto abultado.
En una variante similar, los habitantes de ciertas tribus en Somalia solían crear distintos peinados abultados en forma de arbusto que fijaban con la aplicación de mantequilla para reflejar un estrato social como adolescente en busca de pareja sexual, a medida que maduraban y contraían matrimonio, abandonaban el peinado similar al fuzzy wuzzy y tendían a ondular su cabello con otras técnicas.

### Afro puff
Se conoce como afro puff a una variante del afro que consiste en sujetar pequeñas cantidades de cabello abultado en forma afro para crear pequeñas manifestaciones redondas en forma de borla en el cráneo. Su denominación etimológica proviene de la unión de la palabra afro y el término puff, el cual regularmente hace referencia a una pequeña masa de hilos en forma de borla. El peinado suele ser sujeto mediante dispositivos como ligas o trenzas ajustadas para formar un peinado similar a un moño o rodete.